# Plautia Urgulanilla
Plautia Urgulanilla (1ste eeuw na chr) was de eerste vrouw van de Romeinse keizer Claudius.
Ze huwden rond het jaar 9 na chr., toen Claudius 18 jaar oud was. Volgens het werk De twaalf keizers van Suetonius scheidde het paar in het jaar 24, omdat Urgulanilla overspel pleegde en verdacht werd van betrokkenheid bij de moord op haar schoonzuster, Apronia. In de tv-serie Ik, Claudius wordt ze afgebeeld als een zeer lange vrouw, die ver boven haar echtgenoot uittorent. Naar verluidt was ze buitengewoon lelijk.
Haar vader was Marcus Plautius Silvanus, een generaal die in het jaar 2 v Chr. consul was. Urgulanilla was vernoemd naar haar grootmoeder, Urgulania, een boezemvriendin van keizerin Livia Drusilla.
Claudius en Urgulanilla hadden samen een zoon, Claudius Drusus, wiens verloving met een dochter van Sejanus Claudius hoop gaf op het vestigen van een dynastie. Helaas voor hem bleef deze hoop door het voortijdig overlijden van de jongen onvervuld.. Vijf maanden na de scheiding schonk Urgulanilla het leven aan een dochter, Claudia. Aangezien het in Rome wijd en zijd bekend was dat dit het buitenechtelijke kind van de ex-slaaf Boter was, wilde Claudius niets met het kind van doen hebben en liet het naakt bij haar op de stoep gooien.
Urgulanilla was van Etruskische afkomst. Een van Urgulanilla's broers werd door Claudius tot patriciër gemaakt, en de geadopteerde zoon van een van haar andere broers werd in 45 consul.